# Bohušovice (zaniklá ves)
Bohušovice (také Bohušky) byla středověká vesnice, která se nacházela jižně od Rašovic na obou březích Křižanovického potoka v okrese Vyškov. První zmínka pochází z roku 1358, kdy ves patřila Petru z Bohušic. V roce 1481 je již uváděna jako pustá. Dnes jsou na místě patrné terénní relikty a lokalita je chráněna jako archeologická památka.  

## Historie
První písemná zmínka o Bohušovicích pochází z roku 1358, kdy ves vlastnil Petr z Bohušic. V roce 1416 se zde nacházel svobodný dvůr, který byl později přenesen do Říčan. Písemné prameny z roku 1481 uvádějí Bohušovice jako pustou vesnici.

## Archeologický výzkum
V roce 1973 proběhl archeologický výzkum pod vedením Drahomíry Šaurové, která zde zdokumentovala několik destrukcí kamenných domů. Lokalita byla částečně poškozena novodobými zásahy, přesto se dochovaly valy a relikty původních staveb. Při výzkumu byla nalezena keramika od pravěku až po pozdní středověk.

## Současnost
V současnosti je lokalita zaniklé vesnice Bohušovice patrná díky terénním reliktům v podobě valů a kamenných destrukcí domů. Území se nachází v zemědělské krajině jižně od Rašovic a je evidováno jako významná archeologická lokalita. Zbytky vesnice spadají pod ochranu památkové péče a případné zásahy na lokalitě vyžadují odborný dohled.